# Jacinto Espinoza
Jacinto Alberto Espinoza Castillo (Bahía de Caráquez, 24 november 1969) is een voormalig profvoetballer uit Ecuador, die zijn loopbaan in 2010 beëindigde bij UT Cotopaxi als doelman. Hij luistert naar de bijnamen Tarzán, Super Chinto en Parsero.

## Clubcarrière
Espinoza begon zijn carrière in 1988 bij Eugenio Espejo in zijn vaderland Ecuador. Daarna speelde hij voor achtereenvolgens Filanbanco in Guayaquil (1989-1990), Valdez Milagro (1991), Club Sport Emelec (1992), het Peruaanse Alianza Lima (1993), Delfín Sporting Club (1993), Club Sport Emelec (1994-1996), LDU Quito (1997-2000), Espoli Quito (2001), Manta Fútbol Club (2002), opnieuw LDU Quito (2002-2005), Macará Ambato (2006-2007) en Deportivo Azogues (sinds 2008). Espinoza won één nationale titel (1994) met Emelec, en vier met LDU Quito (1998, 1999, 2003, Apertura 2005).

## Interlandcarrière
Espinoza speelde in totaal 38 interlands voor Ecuador. Hij maakte zijn debuut op 24 mei 1992 in de vriendschappelijke wedstrijd in Guatemala City tegen Guatemala, dat eindigde in een 1-1 gelijkspel. Andere debutanten namens Ecuador in die wedstrijd waren Dannes Coronel, Iván Hurtado, Héctor Carabalí, Eduardo Hurtado, Oswaldo de la Cruz, Diego Herrera en Cléber Chalá. Hij werd eind 1994 uit de basisploeg verdrongen door José Cevallos. Espinoza maakte deel uit van de nationale selectie bij drie Copa América's: 1993, 1995 en 2004. Hij speelde zijn laatste interland op 13 juli 2004; de met 2-1 verloren Copa América-wedstrijd tegen Mexico. Zijn voornaamste concurrenten bij de nationale ploeg waren José Cevallos, Oswaldo Ibarra en Carlos Luis Morales.
| Interlands van Jacinto Espinoza voor Ecuador | Interlands van Jacinto Espinoza voor Ecuador | Interlands van Jacinto Espinoza voor Ecuador | Interlands van Jacinto Espinoza voor Ecuador | Interlands van Jacinto Espinoza voor Ecuador | Interlands van Jacinto Espinoza voor Ecuador |
| №                                            | Datum                                        | Wedstrijd                                    | Uitslag                                      | Competitie                                   |                                              |
| -------------------------------------------- | -------------------------------------------- | -------------------------------------------- | -------------------------------------------- | -------------------------------------------- | -------------------------------------------- |
| 1                                            | 24 mei 1992                                  | Guatemala – Ecuador                          | 1–1                                          | Vriendschappelijk                            |                                              |
| 2                                            | 27 mei 1992                                  | Costa Rica – Ecuador                         | 2–1                                          | Vriendschappelijk                            |                                              |
| 3                                            | 4 juli 1992                                  | Uruguay – Ecuador                            | 3–1                                          | Vriendschappelijk                            |                                              |
| 4                                            | 6 augustus 1992                              | Ecuador – Costa Rica                         | 1–1                                          | Vriendschappelijk                            |                                              |
| 5                                            | 24 november 1992                             | Peru – Ecuador                               | 1–1                                          | Vriendschappelijk                            |                                              |
| 6                                            | 27 januari 1993                              | Ecuador – Wit-Rusland                        | 1–1                                          | Vriendschappelijk                            |                                              |
| 7                                            | 30 mei 1993                                  | Ecuador – Peru                               | 1–0                                          | Vriendschappelijk                            |                                              |
| 8                                            | 9 juni 1993                                  | Ecuador – Chili                              | 1–2                                          | Vriendschappelijk                            |                                              |
| 9                                            | 15 juni 1993                                 | Ecuador – Venezuela                          | 6–1                                          | Copa América                                 |                                              |
| 10                                           | 19 juni 1993                                 | Ecuador – Verenigde Staten                   | 2–0                                          | Copa América                                 |                                              |
| 11                                           | 22 juni 1993                                 | Ecuador – Uruguay                            | 2–1                                          | Copa América                                 |                                              |
| 12                                           | 26 juni 1993                                 | Ecuador – Paraguay                           | 3–0                                          | Copa América                                 |                                              |
| 13                                           | 30 juni 1993                                 | Ecuador – Mexico                             | 0–2                                          | Copa América                                 |                                              |
| 14                                           | 3 juli 1993                                  | Ecuador – Colombia                           | 0–1                                          | Copa América                                 |                                              |
| 15                                           | 18 juli 1993                                 | Ecuador – Brazilië                           | 0–0                                          | WK-kwalificatie                              |                                              |
| 16                                           | 1 augustus 1993                              | Uruguay – Ecuador                            | 0–0                                          | WK-kwalificatie                              |                                              |
| 17                                           | 8 augustus 1993                              | Ecuador – Venezuela                          | 5–0                                          | WK-kwalificatie                              |                                              |
| 18                                           | 15 augustus 1993                             | Bolivia – Ecuador                            | 1–0                                          | WK-kwalificatie                              |                                              |
| 19                                           | 22 augustus 1993                             | Brazilië – Ecuador                           | 2–0                                          | WK-kwalificatie                              |                                              |
| 20                                           | 5 september 1993                             | Ecuador – Uruguay                            | 0–1                                          | WK-kwalificatie                              |                                              |
| 21                                           | 12 september 1993                            | Venezuela – Ecuador                          | 2–1                                          | WK-kwalificatie                              |                                              |
| 22                                           | 19 september 1993                            | Ecuador – Bolivia                            | 1–1                                          | WK-kwalificatie                              |                                              |
| 23                                           | 4 mei 1994                                   | Ecuador – Zuid-Korea                         | 2–1                                          | Vriendschappelijk                            |                                              |
| 24                                           | 25 mei 1994                                  | Ecuador – Argentinië                         | 1–0                                          | Vriendschappelijk                            |                                              |
| 25                                           | 5 juni 1994                                  | Ecuador – Zuid-Korea                         | 2–1                                          | Vriendschappelijk                            |                                              |
| 26                                           | 17 augustus 1994                             | Peru – Ecuador                               | 2–0                                          | Vriendschappelijk                            |                                              |
| 27                                           | 16 februari 1996                             | Oman – Ecuador                               | 0–2                                          | Vriendschappelijk                            |                                              |
| 28                                           | 18 februari 1996                             | Qatar – Ecuador                              | 1–1                                          | Vriendschappelijk                            |                                              |
| 29                                           | 6 maart 1996                                 | Japan – Ecuador                              | 0–1                                          | Vriendschappelijk                            |                                              |
| 30                                           | 30 juni 1996                                 | Ecuador – Armenië                            | 3–0                                          | Vriendschappelijk                            |                                              |
| 31                                           | 14 oktober 1998                              | Brazilië – Ecuador                           | 5–1                                          | Vriendschappelijk                            |                                              |
| 32                                           | 11 juni 2003                                 | Ecuador – Peru                               | 2–2                                          | Vriendschappelijk                            |                                              |
| 33                                           | 2 juni 2004                                  | Ecuador – Colombia                           | 2–1                                          | WK-kwalificatie                              |                                              |
| 34                                           | 5 juni 2004                                  | Ecuador – Bolivia                            | 3–2                                          | WK-kwalificatie                              |                                              |
| 35                                           | 13 juli 2004                                 | Mexico – Ecuador                             | 2–1                                          | Copa América                                 |                                              |

## Erelijst
Emelec
- Campeonato Ecuatoriano

1994
 LDU Quito
- Campeonato Ecuatoriano

1998, 1999, 2003, Apertura 2005